# Bábolna
Bábolna – miasto na Węgrzech, w komitacie Komárom-Esztergom, w powiecie Komárom.